# Дефаєнс (округ, Огайо)
Шаблон:StateAbbr_ 41°19′ пн. ш. 84°29′ зх. д. / 41.32° пн. ш. 84.49° зх. д.
Округ  Дефаєнс (англ. Defiance County) — округ (графство) у штаті  Огайо, США. Ідентифікатор округу 39039.

## Історія
Округ утворений 1845 року.

## Демографія
За даними перепису 
2000 року 
загальне населення округу становило 39500 осіб, зокрема міського населення було 20812, а сільського — 18688.
Серед мешканців округу чоловіків було 19480, а жінок — 20020. В окрузі було 15138 домогосподарств, 11016 родин, які мешкали в 16040 будинках.
Середній розмір родини становив 3,02.
Віковий розподіл населення поданий у таблиці:
| Стать    | До 15 років | 15-21 | 22-29 | 30-39 | 40-49 | 50-65 | 65-85 | Понад 85 |
| -------- | ----------- | ----- | ----- | ----- | ----- | ----- | ----- | -------- |
| Чоловіки | 4347        | 2199  | 1901  | 2566  | 3172  | 3212  | 1928  | 155      |
| Жінки    | 4169        | 2069  | 1869  | 2630  | 3133  | 3135  | 2564  | 451      |

## Суміжні округи
- Вільямс — північ
- Генрі — схід
- Патнем — південний схід
- Полдінґ — південь
- Аллен, Індіана — південний захід
- Декальб, Індіана — захід

## Виноски
1. ↑  U.S. Decennial Census. United States Census Bureau. Архів оригіналу за 26 квітня 2015. Процитовано 7 лютого 2015.
2. ↑  Historical Census Browser. University of Virginia Library. Архів оригіналу за 11 серпня 2012. Процитовано 7 лютого 2015.
3. ↑  Forstall, Richard L., ред. (27 березня 1995). Population of Counties by Decennial Census: 1900 to 1990. United States Census Bureau. Архів оригіналу за 14 лютого 2015. Процитовано 7 лютого 2015.
4. ↑  Census 2000 PHC-T-4. Ranking Tables for Counties: 1990 and 2000 (PDF). United States Census Bureau. 2 квітня 2001. Архів оригіналу (PDF) за 18 грудня 2014. Процитовано 7 лютого 2015.
5. ↑  State & County QuickFacts. United States Census Bureau. Архів оригіналу за 6 червня 2011. Процитовано 7 лютого 2015.(англ.) Наведено за англійською вікіпедією.
6. ↑  American FactFinder. Бюро перепису населення США. Архів оригіналу за 21 травня 2008. Процитовано 31 січня 2008.

| США | Це незавершена стаття з географії США. Ви можете допомогти проєкту, виправивши або дописавши її. |